# Real Albergo dei Poveri de Naples
Pour les articles homonymes, voir Albergo dei Poveri.

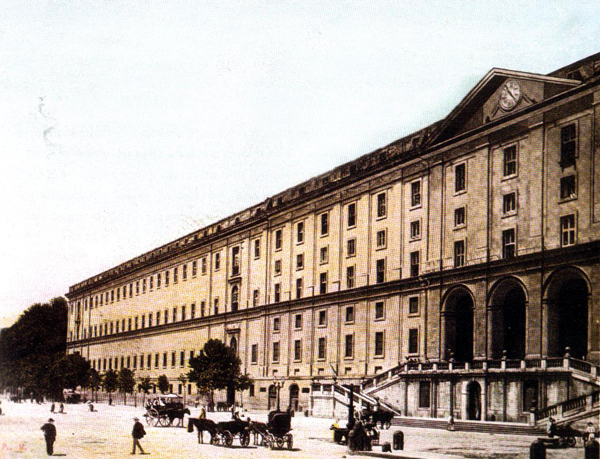
La façade (une partie) de lAlbergo à la fin du XIXe siècle.

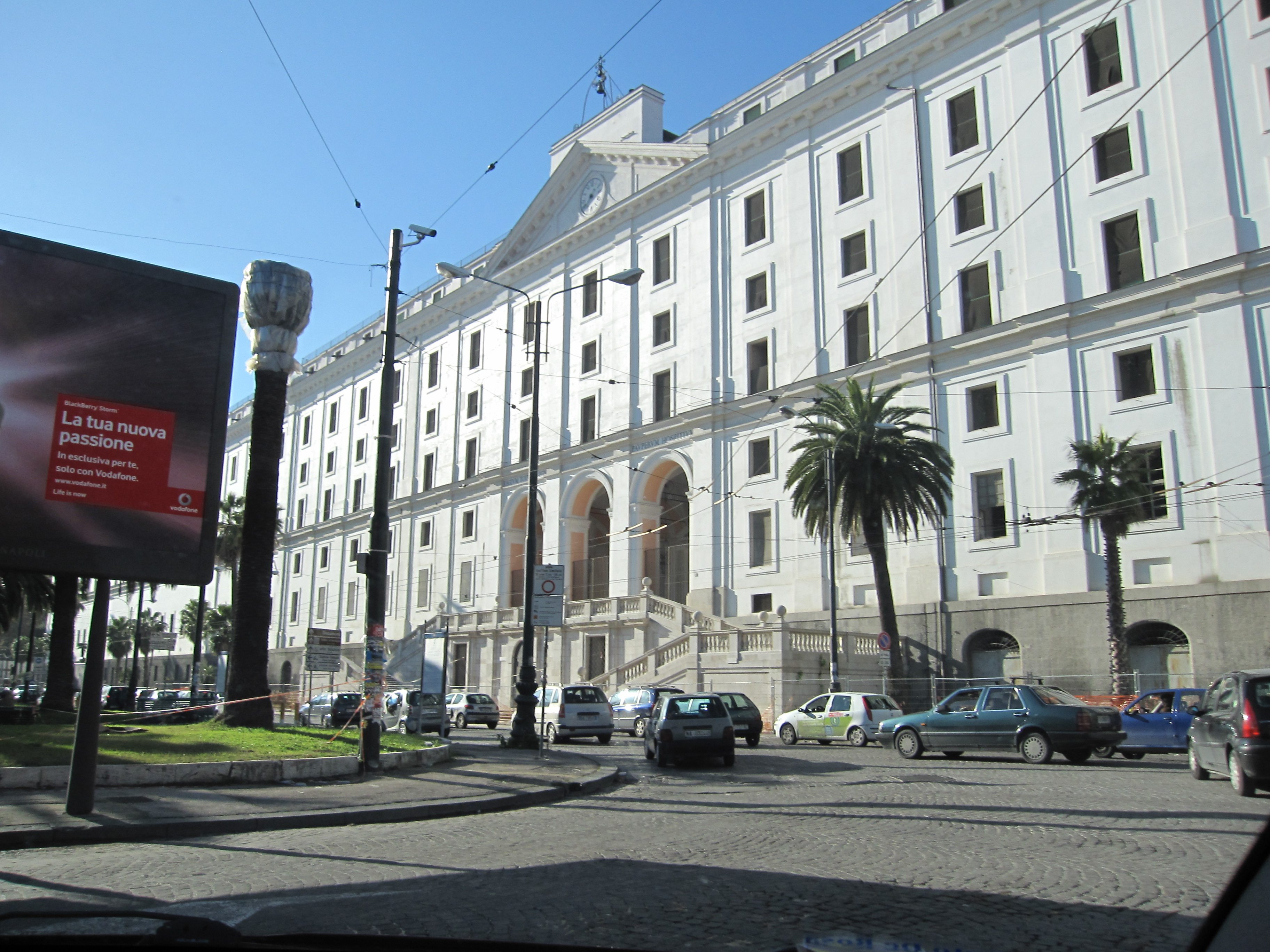
Vue actuelle.

Le Real Albergo dei Poveri de Naples (en français, « Hospice royal des pauvres ») nommé aussi Reclusorio, Serraglio et palazzo Fuga est le plus grand palais du centre historique de Naples. Situé sur la piazza Carlo IIl, il couvre une surface de 103 000 m2 et sa façade blanche mesure 360 mètres de long, compte 174 fenêtres et 440 pièces.

## Historique
Sous l'impulsion de Charles III, la construction débutée en 1751 par l'architecte Ferdinando Fuga, s'interrompt au XIXe siècle. À l'origine destiné à des œuvres de charité, il est utilisé au cours des décennies successives par divers institutions et organismes : l'accueil et l'instruction des orphelins, une prison, une école de musique, une école de sourd-muets, un tribunal pour mineurs ainsi qu'un service d'archives. Il comprenait 348 chambres de mêmes dimensions, distribuées sur 3 étages, et accueillait 8 000 pauvres. L'Auberge fermera ses portes au début du XIXe siècle. En 1981, l'Albergo dei Poveri rentre dans le patrimoine communal de la ville de Naples, et en 1999, est créé un projet pour sa progressive réhabilitation réalisée en plusieurs lots. Au fil des ans, le conseil municipal prend de nombreuses mesures à son sujet et approuve, en 2005, le projet de création d'une Città dei Giovani (littéralement, « Ville des jeunes »). En juin 2012, changement d'orientation, le maire Luigi de Magistris annonce que le monumental palais (toujours en phase de restauration) retrouvera sa vocation première en abritant un centre d'accueil - coordonné par le père Alex Zanotelli (it) - pour les indigents de la ville.